# Cortes da Veiga
Cortes da Veiga é uma aldeia do concelho de Vila Nova de Foz Côa. Pertence à junta de freguesia de Vila Nova de Foz Côa.
Em Agosto realiza-se a festa em homenagem à Nossa Senhora da Veiga. Neste mês transporta-se a Santa padroeira que está na Capela para a Igreja Matriz de Vila Nova de Foz Côa durante uma semana.

## Património
- Capela de Nossa Senhora da Veiga